# Bedekaspel
Bedekaspel is een dorp in de Landkreis Aurich in de Duitse deelstaat Nedersaksen. Het dorp maakt deel uit van de gemeente Südbrookmerland.
Een mogelijke verklaring van de naam is dat deze staat voor Beide karspelen. In het dorp zouden dan ooit twee kerken hebben gestaan. Dat er daadwerkelijk twee kerken hebben gestaan is overigens niet zeker. De huidige kerk dateert uit 1728.
- Library of Congress Control Number: n2004034327
- Nationale Bibliotheek van Israël: 987007467879905171
- Virtual International Authority File: 157308005